# کرده‌سرا
کرده‌سرا، روستایی از توابع بخش لوندویل شهرستان آستارا در استان گیلان ایران است.

## جمعیت
این روستا در دهستان لوندویل قرار دارد و براساس سرشماری مرکز آمار ایران در سال ۱۳۸۵، جمعیت آن ۱٬۱۶۸ نفر (۲۷۴خانوار) بوده‌است.